# 備前市立片上高等学校
備前市立片上高等学校（びせんしりつかたかみこうとうがっこう）は、岡山県備前市西片上に所在する市立の高等学校。岡山県立備前緑陽高等学校と施設を共有している。

## 概観
備前市立片上高等学校は、夜間部の定時制課程普通科の高等学校である。修業年限は4年である。

## 教育目標
- 基礎学力の充実を図り、社会に貢献できる人間の育成
- 学ぶことの喜びを感じ、自信と自立心を持った人間の育成
- 相手を思いやる気持ちを持ち、信頼と敬愛に満ちた心豊かな人間の育成
- 家庭と地域との連携等による、開かれた学校づくり
- 高い志と夢を持ち、進路の目標に向かい努力する人間の育成

## 沿革
- 1952年 - 設立

## 基礎データ

### 所在地
- 岡山県備前市西片上91-1

### アクセス
- JR赤穂線西片上駅徒歩3分

## 学校行事
- 4月 - 入学式、リーダー研修会
- 5月 - 中間考査、生徒総会
- 6月 - 球技大会、車いす・障がい者疑似体験実習
- 7月 - 期末考査、リーダー研修会
- 8月 - 夏季休業
- 9月 - 修学旅行
- 10月 - 体育会、中間考査、文化祭
- 11月 - 生徒会役員改選
- 12月 - 期末考査
- 1月 - テーブルマナー講習
- 2月 - 期末考査
- 3月 - 卒業式

## 部活動
- 軟式野球部
- バレーボール部（休部中）
- 創作活動同好会
- サッカー同好会
- バスケットボール同好会